# 南富士エバーグリーンライン
南富士エバーグリーンライン（みなみふじエバーグリーンライン）は、 静岡県裾野市須山にある延長8.5キロメートルの自動車道（有料道路）である。

## 概説
道路運送法を根拠法令とする一般自動車道であり、国道469号および静岡県道24号富士裾野線の重複区間との交点から別荘地内を抜けた地点を起点とし、表富士周遊道路（富士山スカイライン・静岡県道152号富士公園太郎坊線）との交点を終点とする。
起点の地点および自動車道区域内には自動車専用道路の規制標識や看板が掲示されているとされる。

自動車専用道路の規制標識

富士急行株式会社が事業者として経営しており、管理業務は富士急グループの株式会社ピカが行う。また、ピカが営業しているスキー場「スノータウンYeti」（イエティ）や遊園地「ぐりんぱ」（旧.「日本ランドHOWゆうえんち」）が沿線にある。かつては国道469号線から入ったところにゲートがあったが、現在では、yetiとぐりんぱの間の区間に進入する場合のみ、それぞれの施設の手前にあるゲートで料金収受がなされるので、両施設のアクセス道路として機能している。
2009年（平成11年）4月から、全国の有料道路で初めて低公害車（電気自動車、天然ガス自動車、ハイブリッド自動車、メタノール自動車）を対象に、通行料金を4割引（乗用車で510円→310円）する通行料金の割引制度を導入していた。

## 歴史
- 1969年(昭和44年)
  - 7月1日：道路免許交付。
  - 12月24日：工事施工許可、同日起工式。
- 1970年(昭和45年)6月29日：表富士周遊道路(後の「富士山スカイライン」)と日本ランドハイウェイを統合する形で『日本ランド・ハイウェイ』として開通。幅員7メートル、総工費5億円(※開通当時)。正式供用開始は同年7月1日から。

## 主な道路仕様
- 幅員・車線数:7メートル、2車線
- 設計速度:60キロメートル/時
- 設計重量:20トン
- 路面種類:舗装アスファルト
- 最小曲線半径:30メートル
- 最急勾配:10パーセント
- 横断勾配:2パーセント
- 総工費:5億円(※開通当時)

※出典:
供用約款・道路統計年報2023
- 起点：静岡県裾野市須山字藤原2255の1679番地
- 終点：静岡県裾野市須山字浅木塚国有林71林班
- 総距離：8.5 km
- 幅員：6.5 m
- 設計速度：60 km/h（ただし、一部区間は40 km/h）
- 路面種類：アスファルト舗装

## 料金所など
- 十里木側出入口（別荘地内）
  - 黒塚料金所
- フジヤマリゾート出入口
  - 水ヶ塚料金所
- 富士山側出入口（静岡県道152号富士公園太郎坊線交点、南富士エバーグリーンライン側から約2.4km西）

## 交差する道路
- 静岡県道152号富士公園太郎坊線（富士山スカイライン）